# ماسارو هیرایاما
ماسارو هیرایاما (انگلیسی: Masaru Hirayama؛ زادهٔ ۳ ژوئن ۱۹۷۲) بازیکن فوتبال اهل ژاپن است.
از باشگاه‌هایی که در آن بازی کرده‌است می‌توان به باشگاه فوتبال ناگویا گرامپوس اشاره کرد.